# ジュビリー・オーバル
ジュビリー・オーバル（英: Jubilee Oval）あるいはコガラー・オーバル（英: Kogarah Oval）は、オーストラリア・ニューサウスウェールズ州シドニーの郊外にある多目的スタジアム。プロパティマネジメントを手がけるネットストラタが命名権を取得し、ネットストラタ・ジュビリー・オーバル (Netstrata Jubilee Stadium) の名称を用いている（詳細後述）。
主にラグビーリーグとAリーグのスタジアムとして使用され、ナショナルラグビーリーグ（NRL）チームのセントジョージ・イラワラ・ドラゴンズの本拠地の1つであるほか、シドニーFCなどがホームゲームを開催した。

## 歴史

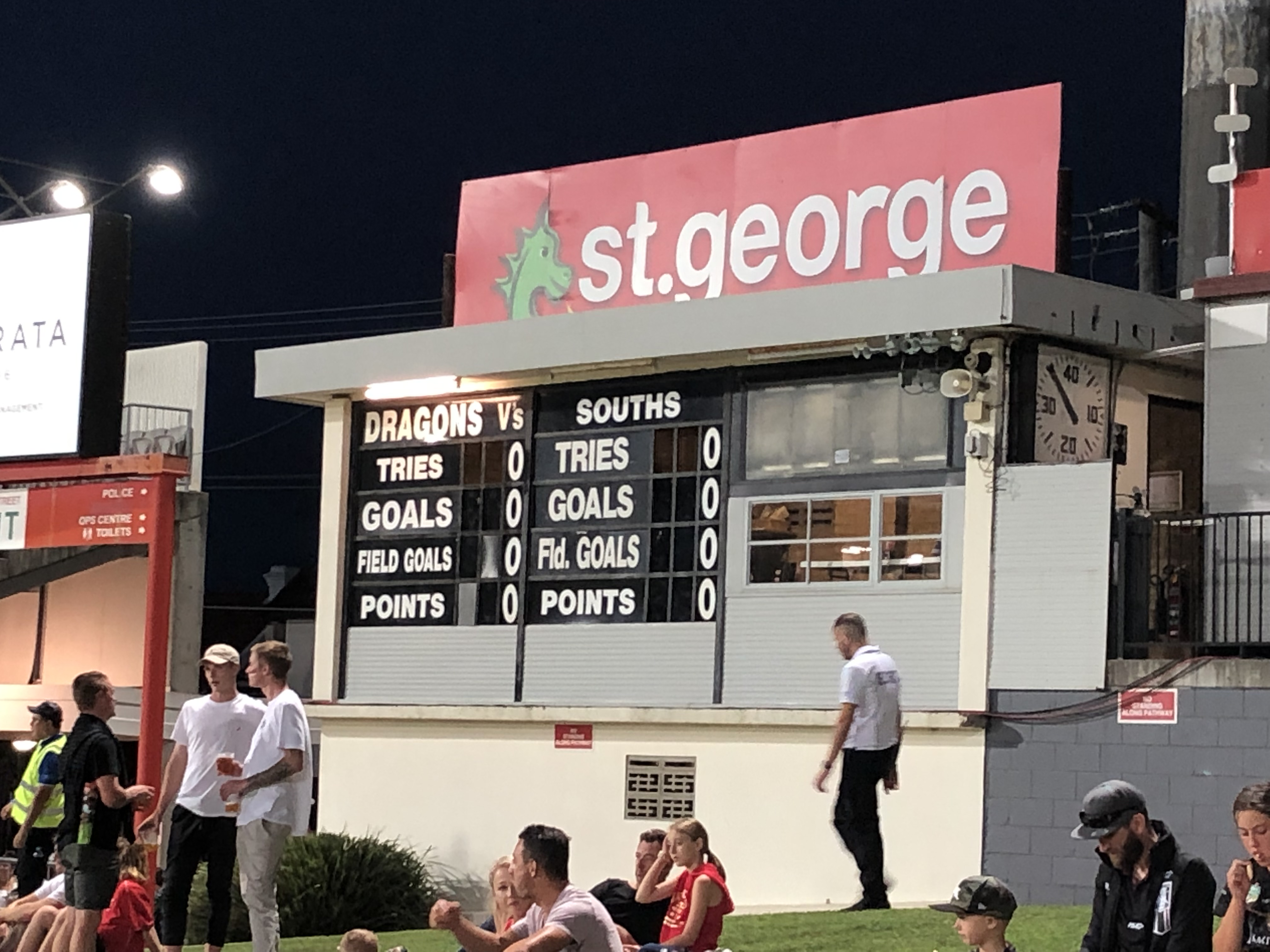
グラウンド北東の角にあるスコアボードのビュー。

ジュビリーオーバルは、1853年12月23日にアーチボルド・マクナブに授与された 87エーカー (350,000 m2) の敷地の一部に許可を得て建設された。エドマンド・イングリッシュは1854年5月23日に約400ポンドで許諾権を購入した。この土地は1896年7月1日に国土局に買収され、コガラーで最初の公立公園として使用されたときに、正式に「コガラーパーク」として知られるようになる。公園の管理は、1906年8月29日にコガラー市議会に移され、コガラー市の所有となり、2016年5月12日の自治体合併によりジョージズ・リバー・カウンシルに移管された。
1935年のコガラーのジュビリーの祝祭に際して、ジュビリー・スタジアムがコガラーパークに建設された。

## 改修工事
1986年から1988年の終わりまで閉鎖され、西側に新たにグランドスタンドが建設された。この間、ドラゴンズは1986年と1987年にシドニー・クリケット・グラウンドでホームゲームを開催し、 1988年にはカンタベリー・バンクスタウン・ブルドッグの本拠地であるベルモア・オーバルを使用した。
2003年以降、ジュビリーオーバルはニューサウスウェールズ州政府と連邦政府の資金提供を受けて、3期に渡る計画で改修工事が実施された。 2006年には、グランドスタンド周辺の座席の新機能や、スタジアム前のウォーク・オブ・フェイムやコガラーパークの再開発など、スタジアムのすぐ外にある機能でグラウンドが更新されました。第1期改修工事として、北西端にテラス席を新設、ヒルエリアとその周辺を芝生席として再整備した。夜間照明設備も設置された。
2007年、メインスタンドの南側に新しい屋根付きのスタンドを拡張する第2期改修工事を実施し、収容数を約2000人増加させる。入場口の設備や南ジュビリーアベニュー端の擁壁の強化など、ヒルエリアの更なるアップグレードを実施した。この間、ドラゴンズはコガラーでの試合を開催せず、2009年に再びコガラーでシャークスを迎えた試合では、スタジアムレコードとなる観客を集めた。
2010年、ドラゴンズは州政府から1300万ドルを確保し、第3期改修工事として北側のグランドスタンドの拡張を完了し、既存のメインスタンドの1580席を加えた1730席を確保した。この他、追加の公衆トイレと施設、チーム更衣室を含む既存のスタンド施設の改修、リフトの新設、多目的施設及び博物館と商品店の整備も実施された。
2010年から2011年にかけて、新しいデジタルスコアボードといくつかのサテライトスコアボード、新しいセキュリティシステム、回転式ゲート、ゲートBの発券施設、雨水収穫タンクも設置された。 

## 命名権
1950年から2003年まで、この地面は単に「ジュビリー・オーバル」と呼ばれていた。
2003年、日本の電気機器メーカーである沖電気工業が5年間のネーミングライツを取得し、「OKIジュビリースタジアム」とした。 改修工事に伴い2008年シーズンにドラゴンズがANZスタジアムでプレーしたため、沖電気はネーミングライツを更新しないことを決定、2008年10月末をもって公園は以前の名前に戻った。
2008年12月25日、オーストラリアのメディア企業であるWINコーポレーションがジュビリーオーバルのネーミングライツを取得したことが正式に発表された。これにより、スタジアム名は「WINジュビリーオーバル」と称した。2014年の初めにWINはこのスポンサーシップから撤退し、グラウンドは再び元の名前に戻る。
2016年、ウーロンゴン大学（University of Wollongong、 略称: UOW）が命名権を取得し「UOWジュビリーオーバル」と称した。2019年1月、プロパティマネジメントを手がけるネットストラタ（Netstrata）が命名権を取得し、「ネットストラタ・ジュビリースタジアム」（Netstrata Jubilee Stadium）という名前で3年間のスポンサー契約を結んだ。この決定は、2019年2月11日の特別評議会会議で承認された。ネットストラタとの契約はさらに1年間延長された。
- ジュビリー・オーバル（1950–2003、2008、2014 – 2015、2018）
- OKIジュビリースタジアム（2003–2008）
- WINジュビリー・オーバル（2009–2013）
- UOWジュビリー・オーバル（2016–2017）
- ネットストラタ・ジュビリースタジアム（2019-2022）

グラウンドはメディアやファンによって「コガラー・オーバル」と呼ばれることがある。これは、ニューサウスウェールズ州グリーブにあるクリケットスタジアムが同様に「ジュビリー・オーバル」と称されるため、これと区別するためである。

## 用途

### ラグビーリーグ

#### セントジョージ・ドラゴンズ
このスタジアムを本拠とした最も古いチームは、1921年に活動を開始したセントジョージ・ドラゴンズで、ジュビリー・オーバルのこけら落としとなったニュータウン・ジェッツとの試合では敗戦を喫した。この試合の収益はセント・ジョージ病院に寄付された。当時、ドラゴンズはアーンクリフのアールパークに拠点を置いており、ジュビリースタジアムを本拠としたのは1950年のことだった。
ドラゴンズは、1950年4月22日に12,500人の観衆を集め、サウス・シドニー・ラピトーズとの初の公式戦を行ったが、ドラゴンズは17-15で接戦を落とす。
セントジョージは、コガラーに本拠地を置いていた1956年から1966年までプレミアシップ11連覇を果たす。加えて、1954年6月26日にコガラーでバルメインタイガースに破れると、1966年7月31日にはウエスタンサバーブズカササギに12-9で敗れるまで、「12年間ホーム無敗」という記録を打ち立てる。
1950年に、ドラゴンズはジュビリーオーバルを恒久的にホームスタジアムとしての仕様を開始したが、1985年シーズン終了後にシドニー・クリケット・グラウンドに本拠地を移転している。
1989年、ドラゴンズは新スタジアム建設に向けた暫定的な本拠地としてジュビリーを使用している。

#### セントジョージ・イラワラ・ドラゴンズ
1999年にセントジョージ・ドラゴンズとイラワラ・スティーラーズが合併して結成されたセントジョージ・イラワラ・ドラゴンズは、コガラーをナショナルラグビーリーグのホームグラウンドの1つとして、スティーラーズのかつてのホームであるウロンゴンのWINスタジアムとの併用で使用したが、2000年にはコガラーからシドニー・フットボール・スタジアム（SFS）に拠点を移した。これに対し、多くの熱心なサポーターがコガラーに拠点を戻すよう働きかけた結果、2003年に拠点をコガラーに戻す判断を行った。
2006年には照明設備が設置され、ドラゴンズは2006年シーズンの第13節・パラマタイールズ戦で初のナイトゲームを開催した。
スタンド再整備工事のため、2008年は一時的にANZスタジアムに拠点を移すが、2009年シーズンにはコガラーに戻っている。

### サッカー
2003-04シーズンにナショナルサッカーリーグに所属していたシドニーオリンピックFC（現・ナショナルプレミアリーグNSW所属）は1シーズンのみジュビリーオーバルを本拠地とした。
2011年12月4日、 Aリーグ所属のシドニーFCがブリスベン・ロアーFCを迎えた試合をジュビリー・オーバルで開催し、11,555人の観衆を集めた。シドニーFCはWリーグに参加する女子チームが2013-14シーズン中に数試合を開催したほか、2018-19シーズンからは本来の本拠地であるシドニー・フットボール・スタジアム（SFS）の全面改築に伴いホームスタジアムとして使用している。2018年11月25日のメルボルンビクトリー戦での最初のホームゲームには19,081人の観客を集め、満員御礼となった。
この他、オーストラリア代表（サッカールーズ）は、2013年以降、このグラウンドでいくつかのオープントレーニングセッションを開催している。

## アクセス
カールトン駅から至近（数百メートル）。